# Oleg Liagatchev
Oleg Liagatchev, dit Helgi, né en 1939 à Léningrad en Russie soviétique, est un peintre, critique d'art et écrivain russe.

## Biographie
Oleg Liagatchev est né d'un père géographe et d'une mère ayant terminé l'École d'art dramatique. Il part en évacuation avec ses parents à Omsk en Sibérie en 1942 et revient en septembre 1945 à Léningrad.
Il étudie de 1955 à 1966 à la Faculté de physique de l'Université de Léningrad, puis à l'Académie des Beaux-Arts à Léningrad (Saint-Pétersbourg aujourd'hui).
En 1964 il participe à l'Exposition « des cinq peintres » au Musée de l'Ermitage et l'année suivante, expose au conservatoire de musique Rimsky-Korsakoff des peintures, des dessins et des gravures. Il rédige en 1967, avec Mikhaïl Chemiakine, le « Manifeste du groupe Pétersbourg » et produit en 1968 ses premiers dessins selon sa conception d' « un l'art sémiotique ».
Il commence la peinture sémiotique en 1973 avec Franz Kafka et Composition-Canon puis quitte l'URSS pour la France en 1975. De 1976 à 2009, il fait de nombreuses expositions personnelles, en groupe (Europe, États-Unis, Russie, Japon), des salons et des Biennales (dont la Biennale de Venise, 1977).
Il publie de 1993 à 2009 sept livres de poèmes et quatre romans.

## Périodes artistiques

### Période dite du «Groupe Pétersbourg» 1963-1968
Des premiers travaux (paysages, portraits, natures-mortes) jusqu'aux travaux abstraits et aux recherches de style particulier, c'est une tendance expressionniste. Les œuvres de cette période sont souvent réalisées sur du carton, carton-bois, plus rarement sur toile en utilisant la technique de l'huile ou du tempera. Le fond comporte souvent du sable (Rue Borovaia, 1965 ; Autoportrait, 1966 ; Portrait de femme, 1967 ; Adam et Eve, Pieta, tous deux en 1967 ; Petit série abstraite, 1966 ; Série abstraite à fond reliefé, 1966)

### Période visuelle sémiotique 1968-1976
Il travaille sur le système des signes sémiotiques lié aux théories des structuralistes (Ch. Peirce, Ch. Morris, R. Barthes). Il se transpose dans le dessin, la technique de l'aquarelle et enfin s'affiche clairement dans la peinture: dans le «Portrait de Franz Kafka», 1973 (Musée National Russe, Saint-Pétersbourg), dans les Canons : Composition-Canon, 1975.
Cette période se poursuit après l'installation du peintre en France, fin 1975 (Le visiteur, 1976 ; La rencontre, 1976), et s'achève fin 1976. Il signe alors ses œuvres Helgi, version scandinave du prénom Oleg.

### Période synthétique 1976-1985
Tout en conservant les éléments sémiotiques, l'artiste les simplifie et les agrandit. Le système de couleurs s'enrichit et se complique. Recherche d'une nouvelle expression (Mouvement, 1976 ; Composition-77).
Il est possible de situer symboliquement la fin de cette période en 1985 (Triptyque : Totem, Profil, Torse, 1981-1982 ; Espace sémiotique. Lermontov, 1985), mais certains tableaux importants comme La femme et le philosophe, Composition-87, Vélimir Khlebnikov ont vu le jour plus tard, respectivement en 1987-88.

### Période expressionniste 1985-1989
Il produit des œuvres expressionnistes - au début sur papier, ensuite sur toile. Les plus importantes se rapportent aux années 1987-88 (Le gardien de Venise, 1983 ; Femme dans la tempête, 1985 ; Têtes et portraits, 1987-1989).
À cette période se rapporte la partie essentielle des toiles libres (cycle Journal, N1-26. Ce cycle s'est poursuivi en 1990 jusqu'au N30. Ce sont des sortes de cryptogrammes où la toile elle-même (support) vit sa vie de façon indépendante, en symbiose avec les signes picturaux.

### Deuxième période sémiotique 1990-1995
- Cycles de travaux: opus.
- Unité et identicité des séries d'éléments. Variabilité limitée. Peintures sur toiles.

Cubes (Rhomboèdre Planète, 1992 ; Le yin et le yang, 1992 ; Saint-Pétersbourg, 1996) : acryliques réunies en cube-cristal. Expérience du tridimensionnel.
- Signes sur le sable, 1990 — Bretagne (Pornichet), Landes (Souston)
- Signes en intérieur, 1990 — Nanterre, dépôt
- Photographies : Léningrad-St-Pétersbourg, 1990-1995 ; Malte, 1994 ; Madère et Porto-Santo, 1995.

### Période du «classicisme abstrait» 1995-2004
- Deux niveaux : représentation, - soit portrait, soit réminiscence artistique (par exemple sur le thème de la Renaissance) et systématisation abstraite et géométrique, de type minimaliste (Autoportrait, opus 29, I-IV ; Bartok, triptyque, 2002).
- Principales œuvres : Triptyque Projet picturel sur le thème de la Renaissance, 2004 ; Toile libre Le niveau de la mer, 2009 (légué au Musée de l'art non-conformiste. Ce projet, acrylique sur toile libre a été réalisé spécialement pour le «Deuxième Festival de l'Art indépendant» au Manège de Saint-Pétersbourg).
- Photographies : « 31 décembre 1999 à Paris » ; Ile Valaam, 2001

### Nouvelle synthèse de 2004
- Les éléments sémiotiques voisinent avec les zones expressionnistes.
- Œuvres les plus importantes : Espace blanc, 2006 ; L'homme à la fléchette, 2007 ; Démon H.II, 2008 ; Danaé, 2008 ; Construction du temps, 2010.
- Ascension et Avènement tous deux réalisés en 2009 pour la Biennale d'Art Sacré de Lyon (24 septembre — 19 décembre 2009).